# Carlitos Medellin
Pour plus de détails, voir Fiche technique et Distribution.
Carlitos Medellin est un film documentaire réalisé par Jean-Stéphane Sauvaire, sorti en 2004.

## Synopsis
À Medellin, Carlitos, treize ans, tente de sauver son quartier de la violence et de la guerre.

## Fiche technique
- Titre : Carlitos Medellin
- Réalisation : Jean-Stéphane Sauvaire
- Scénario : Jean-Stéphane Sauvaire
- Musique : Luis Alberto Posada (es)
- Pays d'origine : France
- Sociétés de production : Killers Films
- Distribution : Solaris Productions (France)
- Genre : documentaire, drame
- Durée : 74 minutes
- Date de sortie : 27 octobre 2004

## Distribution
- Davidson Ospina
- Maria Auxiliadora

## Autour du film
À l'origine, le film devait être un long-métrage de fiction sur la violence qui touche les jeunes à Medellin, mais à la suite des menaces locales au moment du tournage, l'équipe a dû revoir ses plans et en faire un documentaire.

## Prix et nomination
- 2004 : Festival international du film des droits de l'homme de Paris